# Малік Бенталха
Малік Бенталха (фр. Malik Bentalha, нар. 1 березня 1989, Баньоль-сюр-Сез) — французький співак та актор алжирського і марокканського походження, також він робить стенд-ап комедії.

## Рання життя
Навчався на курсах Флоран з 2007 по 2008 рік. Після цього він зробив ескізи в паризьких кафе-театрах.

## Кар'єра актора
У 2010 році, після того, як Жамель Деббуз помітив його в інтегрованому «Жамель Камеді Клабі», Бенталха служив на розігріві для туру Деббуз протягом двох років.
У 2015 році знявся у фільмі «Паттая» з Франком Гастамбідом.
У 2018 році зіграв у фільмі «Таксі 5».